# Валь, Шавл Юдич
Шавл Юдич Валь (Саул Кацнелленбоген) (Вал, Вол, Шауль, пол. Saul Wahl Katzenellenbogen) — по преданию литовских евреев, был избран на одну ночь польским королём, после смерти Стефана Батория.
Валь действительно жил в Брест-Литовске во времена Сигизмунда III, который любил его, в 1589 году позволил ему называться королевским слугой и издал по ходатайству Валя несколько льгот («привилегий») для евреев Литвы. Валь построил в Бресте синагогу и поместил в ней надпись: «Шавл Юдич, имеющий власть, поставил эту синагогу в память жены своей Дворы». Эта-то надпись и могла послужить источником легенды.
Я. Каро в своём «Interregnum Polens im J. 1587» допускает возможность, что пьяная шляхта в шутку могла на одну ночь выбрать богатого и почитаемого всеми еврея Валя польским королём. По легенде, Валь в течение кратковременного своего царствования издал несколько привилегий для евреев Польши. По мнению профессора Бершадского, Валь в легенде отражает образ Сигизмунда III, который наделил в действительности евреев тем, что легенда приписывает Валю. Потомком этого Валя считается Генри де Вормс, барон де Пирбрайт, статс-секретарь в кабинете лорда Солсбери.